# Орден Святого Месропа Маштоца
Орден Святого Месропа Маштоца — державна нагорода Республіки Вірменії. Заснований 26 липня 1993 року. Носить ім'я святого Вірменської Апостольської та Вірменської Католицької Церков, творця вірменської абетки Месропа Маштоца.

## Підстави нагородження
Нагородження орденом Святого Месропа Маштоца проводиться за видатні досягнення у галузі розвитку економіки, природничих і суспільних наук, винахідництва, культури, освіти, охорони здоров'я, громадської діяльності, а також за діяльність, що сприяє розвитку науково-технічного, економічного і культурного співробітництва Республіки Вірменії із зарубіжними країнами.

## Черговість
Орден Святого Месропа Маштоца носиться на лівій стороні грудей, після ордена Бойового Хреста.

## Процедура нагородження
Клопотання про нагородження орденом Святого Месропа Маштоца ініціюється Президією Верховної Ради Республіки Вірменії, Урядом Республіки Вірменії.
Орденами Святого Месропа Маштоца нагороджує Президент Вірменії, видаючи про це укази.
Орденами Святого Месропа Маштоца нагороджуються громадяни Республіки Вірменії, іноземні громадяни та особи без громадянства.
Президент, Віце-президент Вірменії, депутати Верховної Ради та місцевих Рад Республіки Вірменії не можуть нагороджуватися державними нагородами Республіки Вірменія, в тому числі й Орденом Святого Месропа Маштоца.
Повторне нагородження Орденом Святого Месропа Маштоца не проводиться.